# Bellpuig
Bellpuig es un municipio de Cataluña, España. Pertenece a la provincia de Lérida, en la comarca del Urgel. Cuenta con una población de 5276 habitantes (INE 2024). Incluye el núcleo de Seana.

## Geografía
Integrado en la comarca de Urgel, se sitúa a 36 kilómetros de la capital provincial. El término municipal está atravesado por la autovía del Nordeste A-2 entre los pK 494 y 498, además de por la antigua carretera N-II y la carretera local C-233, que conecta con Vilanova de Bellpuig y Borjas Blancas. 
El relieve del municipio es predominantemente llano, discurriendo en su territorio el canal de Urgel, necesario para el regadío, además del río Corb y varias acequias. El sector del término que es un poco montañoso es el que está ocupado por el municipio y las colinas que se extienden al este. La altitud oscila entre los 349 metros cerca del pueblo (pico Bellpuig) y los 276 metros a orillas del río Corb. El pueblo se alza a 308 metros sobre el nivel del mar. 
| Noroeste: Castellnou de Seana                     | Norte: Barbens | Noreste: Anglesola         |
| Oeste: Castellnou de Seana y Vilanova de Bellpuig |                | Este: Anglesola y Preixana |
| Suroeste: Vilanova de Bellpuig                    | Sur: Belianes  | Sureste: Preixana          |

## Historia
En 1139 se formó la baronía de Bellpuig, perteneciente a la familia Anglesola, y que incluía los términos de Seana, Bellpuig, Sant Martí de Río Corb, Vilanova de Bellpuig, Golmés y Castellnou de Seana. Más adelante la baronía pasó al linaje de los Cardona-Anglesola al que perteneció Ramón Folc de Cardona-Anglesola, militar y marino que destacó en las campañas en África. Actualmente lo ostenta la familia Bustos.

## Demografía
Cuenta con una población de 5276 habitantes (INE 2024).
| Gráfica de evolución demográfica de Bellpuig entre 1842 y 2021                                                        |
| |
| Población de derecho según los censos de población del INE. Población de hecho según los censos de población del INE. |

## Cultura

### Iglesia parroquial de San Nicolás

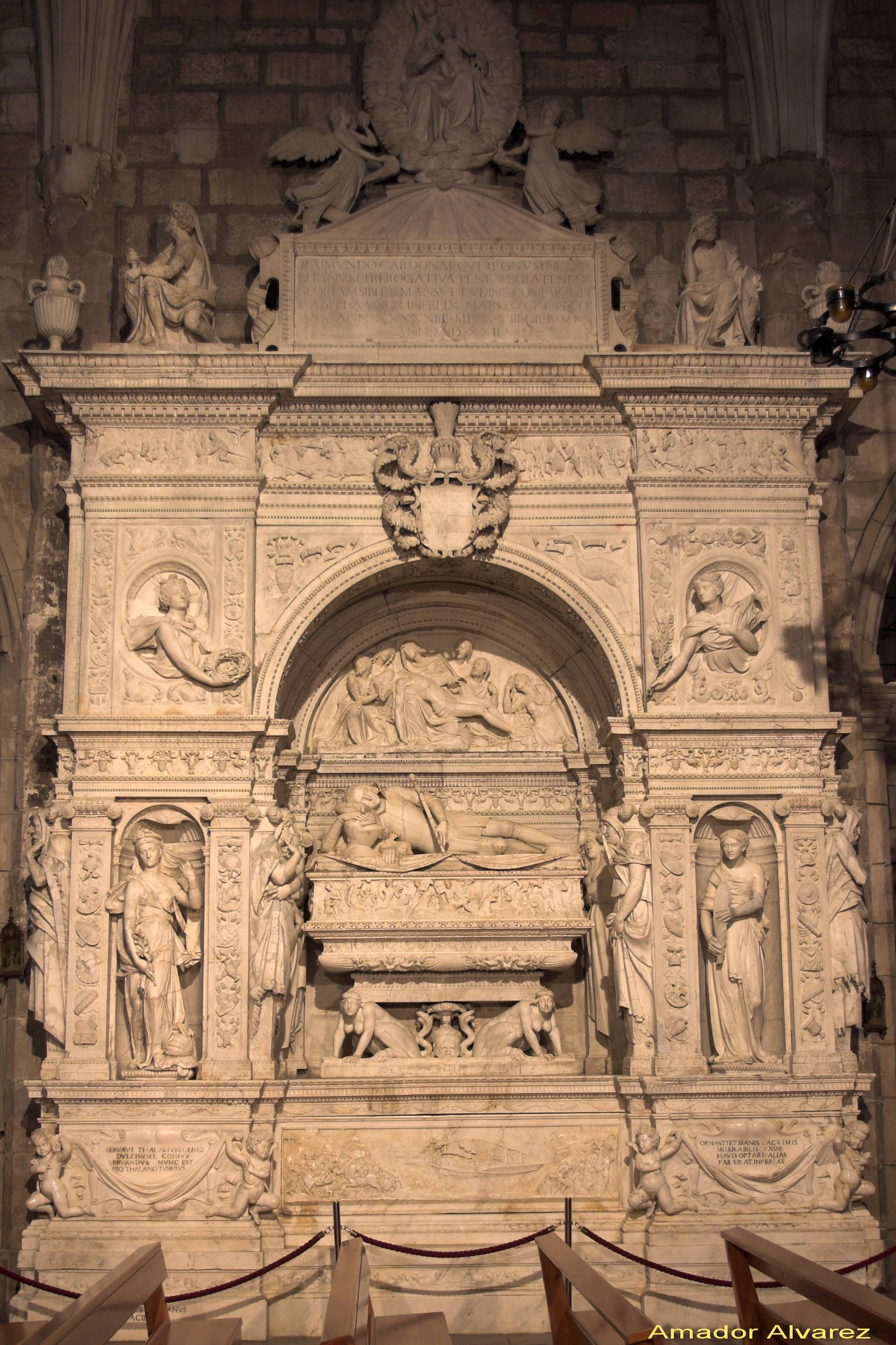
Mausoleo de Ramón Folc de Cardona-Anglesola

La iglesia parroquial está dedicada a san Nicolás. Es un edificio del siglo XVI de una nave con capillas laterales. Está cubierta con bóveda de crucería y tiene un campanario de torre. El acceso al templo se realiza mediante una escalinata construida en 1792 en estilo barroco. En uno de sus laterales se encuentra el Sarcófago de Ramón Folc de Cardona-Anglesola. Aunque inicialmente se encontraba en el convento de San Bartolomé, el mausoleo se trasladó a la iglesia en 1841 después de la desamortización. Es obra del arquitecto italiano Giovanni-Merliano da Nola y fue realizada en mármol en 1525.
La estructura del monumento recuerda la de un arco triunfal. En las base aparece representada la toma de Mazalquivir y en los laterales aparecen inscripciones en latín en los que la esposa demuestra su amor y fidelidad por el difunto. En el siguiente nivel se encuentra el sarcófago decorado con elementos simbólicos. En el tímpano aparece una representación de la Piedad así como símbolos religiosos. El friso está decorado con una representación de la última batalla en la que participó el duque. Es una de las obras más destacada del Renacimiento en Cataluña y desde 1925 está considerada como Bien de Interés Nacional.

### Convento Franciscano de San Bartolomé
En las afueras de la ciudad se encuentra el convento de frailes franciscanos de San Bartolomé. Fue construido en 1507 por orden de Ramon Folc de Cardona. Aunque en un principio se concibió como una obra sencilla, las donaciones aumentaron y con ellas también lo hizo la obra. El edificio es de planta rectangular y está organizado alrededor de dos claustros. El menor de ellos es de estilo gótico y consta de dos pisos; la planta baja tiene arcos apuntados mientras que la superior presenta arcos de medio punto. El mayor de los claustros consta de dos pisos. El inferior tiene una galería con cubierta de bóveda de crucero. El último piso fue construido en 1614 en estilo propio de la Toscana. La segunda galería es la que presenta unas características más especiales ya que presenta un estilo poco frecuente en Cataluña. Todos los capiteles están decorados con motivos diversos. 
En las sala capitular se conserva una esfinge de los duques de Somma. Destaca también la escalera de caracol sin eje que lleva a lo alto del campanario. La iglesia del convento es de reciente construcción por lo que no tiene a penas interés arquitectónico. En el refectorio se conserva un lavabo de estilo plateresco. En 1984 el convento fue declarado Monumento Histórico Artístico por la Generalidad.

### Castillo de los Barones
El castillo de Bellpuig se construyó en 1079 y durante el siglo XII se adaptó para que fuera la residencia de los barones de Bellpuig. Se renovó de nuevo en 1472 y fue fortificado durante la guerra de sucesión española. Parte del edificio fue volado durante la Guerra de la Independencia. En la década de 1950 se construyeron sobre uno de sus muros unas escuelas.

### Fiestas Mayores
Bellpuig celebra su fiesta mayor en el mes de septiembre. El viernes anterior al Viernes Santo tiene lugar la festividad de la Virgen de los Dolores con una procesión que recorre las calles del pueblo. El sábado de gloria se entregan los premios literarios Valeri Serra i Boldú destinado a premiar estudios de la cultura popular catalana.